# Somebody New
"Somebody New" é uma canção escrita por Alex Harvey e Mike Curtis, e gravada pelo cantor country Billy Ray Cyrus. 
É o segundo single do álbum It Won't Be the Last. A canção atingiu o 9 lugar na Billboard Hot Country Songs, e o 4 lugar na Bubbling Under Hot 100 Singles.  

## Posições nas paradas musicais
| Paradas (1993)                               | Posições |
| -------------------------------------------- | -------- |
| Canadian RPM Country Tracks                  | 14       |
| Estados Unidos (Billboard Hot Country Songs) | 9        |